# Phog Allen
Forrest Clare "Phog" Allen, född 18 november 1885, död 16 september 1974, var en amerikansk basketspelare och senare en av de mest vinstrika collegetränarna genom tiderna inom samma sport.
Phog Allen var den person som tillsammans med R. William Jones främst bidrog till att basket 1936 blev en olympisk sport. Han var 1952 assisterande coach för USA:s herrlandslag i basket då det vann OS-guld 1952.